# Berlandina
Genre
Synonymes
- Berlandia Dalmas, 1921 nec Lessert, 1921

Berlandina est un genre d'araignées aranéomorphes, de la famille des Gnaphosidae.

## Distribution
Les espèces de ce genre se rencontrent en Asie, en Afrique et en Europe.

## Liste des espèces
Selon World Spider Catalog (version 26, 27/04/2025) :
- Berlandina afghana Denis, 1958
- Berlandina apscheronica Dunin, 1984
- Berlandina artaxerxes Zamani, Chatzaki, Esyunin & Marusik, 2021
- Berlandina asbenica Denis, 1955
- Berlandina avishur Levy, 2009
- Berlandina caspica Ponomarev, 1979
- Berlandina charitonovi (Ponomarev, 1979)
- Berlandina cinerea (Menge, 1872)
- Berlandina corcyraea (O. Pickard-Cambridge, 1874)
- Berlandina denisi Roewer, 1961
- Berlandina deserticola (Dalmas, 1921)
- Berlandina drassodea (Caporiacco, 1934)
- Berlandina hui Song, Zhu & Zhang, 2004
- Berlandina ilika Fomichev & Marusik, 2019
- Berlandina izzatullaevi Shodmonov & Fomichev, 2025
- Berlandina jabborovi Shodmonov & Fomichev, 2025
- Berlandina khalimovi Shodmonov & Fomichev, 2025
- Berlandina kolosvaryi Caporiacco, 1947
- Berlandina koponeni Marusik, Fomichev & Omelko, 2014
- Berlandina meruana (Dalmas, 1921)
- Berlandina mesopotamica Al-Khazali, 2020
- Berlandina mishenini Marusik, Fomichev & Omelko, 2014
- Berlandina nabozhenkoi Ponomarev & Tsvetkov, 2006
- Berlandina nakonechnyi Marusik, Fomichev & Omelko, 2014
- Berlandina nenilini Ponomarev & Tsvetkov, 2006
- Berlandina nigromaculata (Blackwall, 1865)
- Berlandina nubivaga (Simon, 1878)
- Berlandina obscurata Caporiacco, 1947
- Berlandina ovtsharenkoi Marusik, Fomichev & Omelko, 2014
- Berlandina piephoi Schmidt, 1994
- Berlandina plumalis (O. Pickard-Cambridge, 1872)
- Berlandina potanini Schenkel, 1963
- Berlandina propinqua Roewer, 1961
- Berlandina pulchra (Nosek, 1905)
- Berlandina punica (Dalmas, 1921)
- Berlandina saraevi Ponomarev, 2008
- Berlandina schenkeli Marusik & Logunov, 1995
- Berlandina shnitnikovi (Spassky, 1934)
- Berlandina shumskyi Kovblyuk, 2003
- Berlandina spasskyi Ponomarev, 1979
- Berlandina ubsunurica Marusik & Logunov, 1995
- Berlandina venatrix (O. Pickard-Cambridge, 1874)
- Berlandina yakovlevi Marusik, Fomichev & Omelko, 2014

## Systématique et taxinomie
Berlandia Dalmas, 1921, préoccupé par Berlandia Lessert, 1921, a été remplacé par Berlandina par Dalmas en 1922.

## Étymologie
Ce genre est nommé en l'honneur de l'entomologiste et arachnologiste français Lucien Berland.

## Publications originales
- Dalmas, 1922 : « Catalogue des araignées récoltées par le Marquis G. Doria dans l'ile Giglio (Archipel toscan). » Annali del Museo civico di storia naturale di Genova, vol. 50, p. 79-96.
- Dalmas, 1921 : « Monographie des araignées de la section des Pterotricha (Aran. Gnaphosidae). » Annales de la Société Entomologique de France, vol. 89, p. 233-328 (texte intégral).